# Жировское
Жировское (укр. Жирівське) — село в Гнездычевской поселковой общине Стрыйского района Львовской области Украины.
Население по переписи 2025 года составляло 331 человек. Занимает площадь 1,354 км². Почтовый индекс — 81774. Телефонный код — 3239.